# Гаварні-Жедр (Верхні Піренеї)
Гаварні-Жедр (фр. Gavarnie-Gèdre) — муніципалітет у Франції, у регіоні Окситанія, департамент Верхні Піренеї. Гаварні-Жедр утворено 1 січня 2016 року шляхом злиття муніципалітетів Гаварні i Жедр. Адміністративним центром муніципалітету є Жедр. Населення — 341 особа (2022).